# Crossair
Crossair — упразднённая швейцарская региональная авиакомпания. Была основана в 1975 году и начала свою деятельность в 1979 году. Была дочерней авиакомпанией Swissair, выполняя ближнемагистральные и магистральные рейсы по Европе. 31 марта 2002 года, после банкротства материнской компании Swissair Crossair, прекратила свою деятельность, однако, получив все активы и самолёты от Swissair, переименовала себя в Swiss International Air Lines, флагманскую авиакомпанию Швейцарии, существующую по сей день.

## История
Crossair была основана в 1975 году под названием Business Flyers Basel AG , однако 18 ноября 1978 года название было изменено на Crossair. С 2 июля 1979 года авиакомпания начала выполнять ближнемагистральные рейсы в города в соседних странах, такие как: Нюрнберг, Инсбрук и Клагенфурт. Со временем маршрутная сеть стала расширяться. С 1995 года авиакомпания начала выполнять чартерные рейсы для Swissair.
После того, как 31 марта 2002 года Swissair обанкротилась, все её активы и самолёты были переданы Crossair, которая переименовала себя в Swiss International Air Lines и стала флагманской авиакомпанией Швейцарии, которая существует по сей день.

## Маршрутная сеть
Crossair имела 5 хабов, из которых совершала все свои рейсы: Цюрих, Базель, Женева, Берн и Лугано. Авиакомпания выполняла как внутренние рейсы в Швейцарии, так и международные рейсы в более крупные аэропорты Европы.

## Флот
Авиапарк Crossair:
| Самолёт                        | Количество | Введён в эксплуатацию | Выведен из эксплуатации | Примечания                          |
| ------------------------------ | ---------- | --------------------- | ----------------------- | ----------------------------------- |
| Avro RJ85                      | 4          | 1993 год              | 2002 год                |                                     |
| Avro RJ100                     | 16         | 1995 год              | 2002 год                | Один борт разбился под Бассердорфом |
| Embraer ERJ-145                | 22         | 2000 год              | 2002 год                |                                     |
| BAe 146-200A                   | 3          | 1990 год              | 1994 год                |                                     |
| BAe 146—300                    | 2          | 1991 год              | 1996 год                |                                     |
| Cessna T120                    | 1          | 1976 год              | н. д.                   |                                     |
| Cessna 310P                    | 1          | 1976 год              | н. д.                   |                                     |
| Cessna 320C                    | 1          | 1975 год              | н. д.                   |                                     |
| Cessna 421B                    | 1          | 1976 год              | н. д.                   |                                     |
| Cessna 550                     | 1          | 1976 год              | н. д.                   |                                     |
| Cessna 551                     | 1          | 1977 год              | 1982 год                |                                     |
| Fairchild Hiller FH-227        | 1          | 1984 год              | 1984 год                | Арендовано у Delta Air Transport    |
| Fairchild Swearingen Metro II  | 3          | 1979 год              | 1983 год                |                                     |
| Fairchild Swearingen Metro III | 9          | 1981 год              | 1990 год                |                                     |
| Fokker F27 Friendship          | 2          | 1984 год              | 1984 год                |                                     |
| Fokker 50                      | 5          | 1990 год              | 1995 год                |                                     |
| McDonnell Douglas DC-9-14      | 1          | 1995 год              | 1995 год                |                                     |
| McDonnell Douglas MD-82        | 1          | 1995 год              | 2001 год                |                                     |
| McDonnell Douglas MD-83        | 11         | 1995 год              | 2002 год                |                                     |
| Saab 340                       | 14         | 1984 год              | 2002 год                | Один борт разбился под Дильсдорфом  |
| Saab 2000                      | 32         | 1994 год              | 2002 год                |                                     |

## Авиационные происшествия
- 10 января 2000 года разбился самолёт Saab 340 сразу после вылета из Цюриха. Все 10 человек на борту погибли[4].
- 24 ноября 2001 года недалеко от Цюриха разбился самолёт Avro RJ-146. Из находившихся на борту 33 человек погибли 24, все выжившие получили ранения[5].